# Émile d'Oultremont (1787-1851)

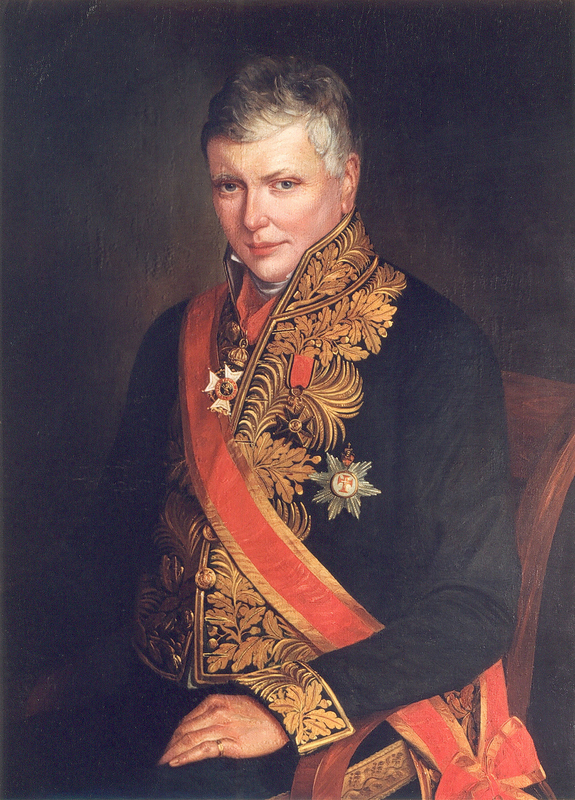
Graaf Emile d'Oultremont

Graaf Emile Charles Désiré Antoine Joseph d'Oultremont de Wégimont ook d'Oultremont de Wégimont de Warfusée (Antwerpen, 21 juli 1787 - Saint-Georges-sur-Meuse (Kasteel van Warfusée) 4 augustus 1851) was een Belgisch edelman, lid van het Nationaal Congres, senator en diplomaat.

## Biografie

### Familie
Emile d'Oultremont telde in de familie d'Oultremont een prins-bisschop van Luik, verschillende burgemeesters van deze stad en talrijke kanunniken en kanunnikessen. De familie was afkomstig van Warnant van waaruit verschillende leden functies uitoefenden zoals die van grootbaljuw van Bergen en burgemeester of kastelein van Hoei. De eerstbekende stamvader was Hustin de Warnant dit d'Oultremont, schepen van Hoei en Wanze in de tweede helft van de 14e eeuw. De grafelijke titel werd in 1731 aan de familie verleend.
Hij was een zoon van graaf Charles-Ignace d'Oultremont, heer van Wégimont, en de Antwerpse Anne-Henriette de Neuf d'Aische, weduwe van Théodore van de Werve, die negen maal meer als bruidsschat inbracht dan het aandeel van de bruidegom. Het aanzienlijke onroerend patrimonium van de familie d'Oultremont werd aldus, ook nog door latere erfdelen, tot op ongekende hoogte gebracht. Tijdens de revolutiejaren vluchtte het gezin naar Duitsland.
D'Oultremont trouwde in 1814 in Ayeneux met zijn nicht en erfdochter barones Marie de Lierneux de Presles (1785-1850). Ze kregen twee zoons en twee dochters.
- Théodore d'Oultremont (1815-1875), burgemeester van Saint-Georges-sur-Meuse en provincieraadslid van Luik, trouwde in 1837 in Saint-Georges-sur-Meuse met barones Apolline de Copis (1818-1875), dochter van baron Constantin de Copis, kamerheer van koning Willem I, lid van de Provinciale Staten van Luik en gemeenteraadslid van Luik. Ze kregen vijf zoons, met afstammelingen tot heden.
- Émilie d'Oultremont (1818-1878), trouwde in 1837 in Luik met baron Victor van der Linden d'Hooghvorst (1813-1847), zoon van baron Emmanuel van der Linden d'Hooghvorst, lid van de Provinciale Staten van Zuid-Brabant, lid van het Voorlopig Bewind en burgemeester van Meise. Ze kregen een zoon en een dochter, jhr. Edmond van der Linden d'Hooghvorst en jkvr. Pauline van der Linden d'Hooghvorst, met afstammelingen tot heden. Nadat ze weduwe was geworden stichtte ze de kloostercongregatie van de Zusters Reparatricien. In 1997 werd ze door paus Johannes-Paulus II zalig verklaard.
- Charles d'Oultremont (1819-1874), trouwde in 1843 in Wasseiges met gravin Eugénie de Bryas (1824-1900). Ze kregen twee zoons en twee dochters, met afstammelingen tot heden.

Door erfenis werd hij de Wégimont en in 1816 kreeg hij bij legaat 'de Warfusée' erbij.
D'Oultremont was een neef van Henriette d'Oultremont de Wégimont, de morganatische tweede echtgenote van koning Willem I, en een schoonbroer van baron Ferdinand Philippe du Bois de Nevele, burgemeester van Edegem, provincieraadslid van Antwerpen en senator.

### Verenigd Koninkrijk en België
In 1816 behoorde d'Oultremont tot de eersten die werden opgenomen in de ridderschap van de nieuwe Nederlandse provincie Luik en werd zijn adellijke status en zijn titel van graaf, overdraagbaar op al zijn nakomelingen, bevestigd. Hij zetelde in de Provinciale Staten van Luik van 1827 tot 1830, waar hij oppositie voerde tegen de regering en een van de wegbereiders was in het Luikse voor het unionisme tussen katholieken en liberalen.
In 1829 werd een Association constitutionnelle opgericht, trefpunt van de opposanten, met d'Oultremont als voorzitter. Naar aanleiding van de eerste rellen in augustus 1830 richtte de gouverneur van de provincie Luik, Sandberg, een Commissie voor de openbare veiligheid op, waarvan d'Oultremont de voorzitter werd, wat in feite die Commissie in handen van revolutiegezinden speelde.
Als plaatsvervangend lid verkozen voor het Nationaal Congres, nam hij slechts zitting op 18 mei 1831, in opvolging van Mathieu Leclercq. Die had al begin april ontslag genomen, maar rond de Paastijd was het Congres een maand met reces. Hij nam geen enkele keer het woord, maar nam deel aan de laatste belangrijke stemmingen. Hij stemde voor de kandidatuur van Leopold van Saksen Coburg en voor de aanvaarding van het Verdrag der XVIII Artikelen.
Bij de verkiezing van het eerste parlement in 1831 kreeg de katholieke d'Oultremont onvoldoende stemmen in Luik en in Hoei, maar werd hij tot senator verkozen voor het arrondissement Turnhout. Hij bleef lid van de Hoge Vergadering tot in 1837. Hij stemde onder meer voor het Verdrag der XXIV Artikelen. Ter ondersteuning van zijn politieke standpunten financierde hij de Gazette de Liège.
In 1839 trad hij toe tot de diplomatie en werd gevolmachtigd minister bij de Heilige Stoel en bij de regeringen van Napels en Turijn, wat hij bleef tot in 1844. Zijn twee zoons en zijn schoonzoons vergezelden hem als jonge diplomaten.
D'Oultremont was ook industrieel. Hij was de eigenaar en uitbater van de Houillères et alunières in Saint-Georges (1828). Hij was tevens concessionaris van een kolenmijn in Aiseau-Presles (1828) en in Micheroux (1837). Tegelijkertijd bleef hij een aanzienlijk onroerend patrimonium beheren, met talrijke boerderijen en een paar duizend hectare landbouwgrond. Anderzijds was hij het die in 1847 het renaissanceslot Kasteel Geulle liet afbreken en de waardevolle inventaris naar zijn Brusselse woning liet overbrengen. De aanzienlijke bibliotheek en de kunstcollectie van graaf d'Oultremont hadden een vleiende reputatie.

### Weldoener
Zijn vrijgevigheid voor katholieke doelen kwam tot uiting doordat hij de kerk en de pastorie van Ayeneux-Wégimont bouwde, de armenzorg ondersteunde binnen het hospice d'Oultremont, dat in Hoei door zijn familie was gesticht, de bouw bekostigde van de parochiekerk van Stockay in Saint-Georges, alsook de bouw van scholen en een pastorie in die gemeente. Hij betaalde ook het grootste deel van het klooster en de kapel voor de zusters augustinessen die het militair hospitaal Saint-Laurent in Luik bedienden.
Hij was ook de steun en toeverlaat van de jezuïeten naar aanleiding van de stichting van de Universitaire faculteiten Notre-Dame de la Paix in Namen, waartegen het episcopaat en de universiteit van Leuven gekant waren.